# Alma Mahler
Pour les articles homonymes, voir Schindler, Mahler (homonymie) et Werfel.
Alma Maria Mahler, née Schindler, à Vienne le 31 août 1879 et morte à New York le 11 décembre 1964, est une musicienne et compositrice de lieder.

## Biographie

### À Vienne
Née à Vienne en 1879, fille du peintre paysagiste Emil Schindler et de la cantatrice Anna Bergen (1857-1938), Alma Schindler grandit à Vienne. Parmi les amis de son père, on compte Gustav Klimt, à qui elle doit son « premier baiser » volé lors d'un voyage à Gênes en 1899,.
Issue d'un milieu cultivé, musicienne, belle, intelligente, indépendante d'esprit, Alma Schindler est courtisée du Tout-Vienne. Elle a une haute idée d'elle-même et de la supériorité de sa race, ce qui est cohérent avec les idées antisémites de ses parents[réf. nécessaire]. Toute sa vie, elle n’aura que dédain pour « le bas peuple », pour les ouvriers, les révolutionnaires. Elle fréquente quelques personnages éminents de la capitale, dont Klimt, le directeur de théâtre Max Burckhard et le compositeur Alexander von Zemlinsky, avec lequel elle aura une liaison probablement toute platonique qu'elle raconte dans son journal. C'est en 1901, à une soirée chez Berta Zuckerkandl-Szeps (belle-sœur de Georges Clemenceau) qu'elle fait la connaissance de Gustav Mahler, alors directeur de l'Opéra de Vienne depuis 1897, et juif converti au catholicisme pour être admis à ce poste prestigieux. Un an après ils se marient, le 9 mars 1902, à la Karlskirche de Vienne. Alma et Gustav Mahler, de dix-neuf ans son aîné, mènent une vie de couple tumultueuse. Son charme naturel et sa vivacité transforment Mahler qui rencontre, grâce à elle, d'éminents artistes comme le poète dramatique Gerhart Hauptmann, les peintres Gustav Klimt et Koloman Moser ou le chef de file de l'avant-garde musicale viennoise, Arnold Schönberg.
Alma Mahler est une personnalité complexe qui n'a pas peur du paradoxe : par exemple, ses préjugés antisémites ne l'empêchent pas d'entretenir des liaisons durables avec les hommes juifs qu'elle admire : Alexandre von Zemlinsky, Gustav Mahler, Franz Werfel avec qui elle fuira la France de Vichy.

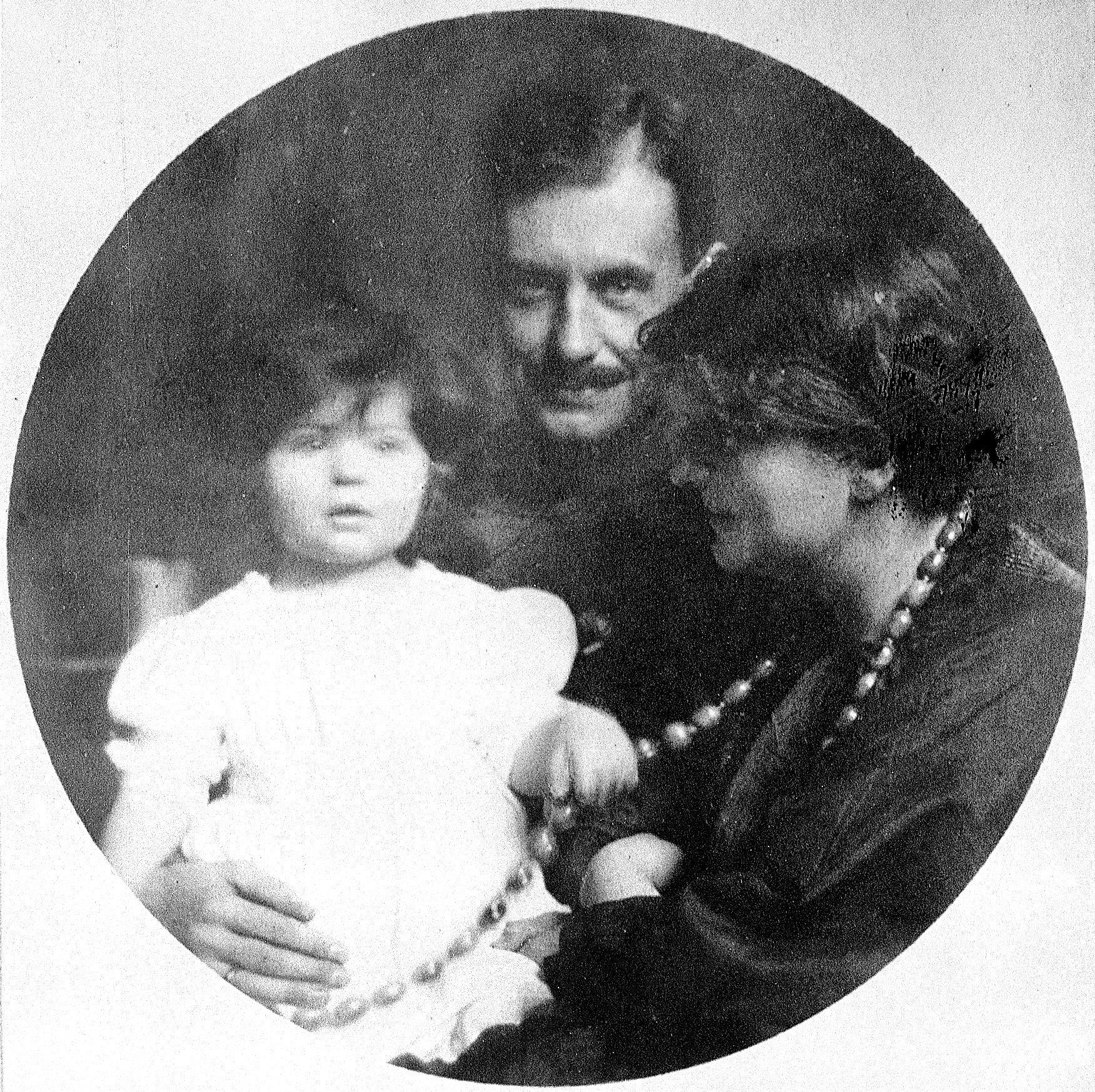
Alma Mahler, Walter Gropius et leur fille Manon.

En épousant Mahler, elle a accepté d'abandonner ses propres aspirations artistiques en musique, et en peinture. Le compositeur lui a effectivement mis le marché en main dans une longue lettre, envoyée durant leurs fiançailles. Si Alma Mahler l'épouse, elle doit renoncer à ses propres ambitions. Dans le cas contraire, le mariage n'aura pas lieu. Alma Mahler accepte, sans se douter des frustrations que cet accord va engendrer chez elle. Même s'il reconnaît en elle une musicienne douée, Gustav Mahler est avant tout un homme de son temps, qui attend d'une épouse qu'elle lui facilite la vie . Souvent sacrifiée au travail et à l'œuvre d'un mari distrait et exigeant, Alma Mahler succombe au charme de l'architecte Walter Gropius, avec lequel elle noue une relation extra-conjugale, tout en excluant le divorce. En raison de l'échec de leur relation conjugale que Gustav Mahler attribue à son âge et sur les demandes répétées d'Alma Mahler, le compositeur consulte Sigmund Freud, le 27 août 1910 à Leyde, aux Pays-Bas, et s'entretient avec lui durant quatre heures lors d'une conversation-promenade. « Votre femme cherche son père dans l'homme qu'elle aime, vous êtes celui-là », lui dit-il. L'entretien semble avoir été d'un certain secours au compositeur qui écrit à sa femme « …Suis joyeux. Conversation intéressante… ». De fait, Gustav Mahler recouvre « sa capacité d'amour » pour Alma Mahler durant les derniers mois de sa vie.
Alma Mahler a deux enfants avec Gustav Mahler, Maria (1902-1907), qui meurt des suites de la scarlatine compliquée d'une diphtérie, et Anna (1904-1988) qui deviendra sculptrice après avoir été l'élève de Giorgio De Chirico, à Rome.
À la mort de Gustav Mahler, en 1911, Alma Mahler, jeune veuve riche, est engagée, en novembre de la même année, comme assistante par le biologiste autrichien Paul Kammerer, qui devint son amant, leur relation prend fin au printemps 1912. Puis pendant deux ans, Alma Mahler est la maîtresse de l'écrivain et peintre Oskar Kokoschka. Pendant cette idylle passionnée et chaotique, il peint pour elle des éventails où il peint des détails de leur vie amoureuse et de ses propres fantasmes. Alma Mahler est pour Oskar une égérie qui lui inspire de nombreux chefs-d’œuvre, il réalise la toile La Fiancée du vent. Il désire l'épouser mais il la fatigue. Effrayée par la passion qu'elle suscite en lui, Alma Mahler rompt avec Kokoschka, qui part pour Berlin.
Alma Mahler, qui, dans le même temps, fréquentait toujours l'architecte Walter Gropius, l'épouse le 18 août 1915 à Berlin. De leur union naît en 1916, leur fille Manon qui va mourir de la poliomyélite en 1935, à l'âge de 18 ans. Le compositeur Alban Berg, grand ami d'Alma Mahler et qui aimait beaucoup Manon, lui dédiera le Concerto à la mémoire d'un ange.
Oskar sombre dans la dépression qu'il combat en commandant en 1918 à Hermine Moss, une marionnettiste réputée, une poupée de lin et de crin à l’image d’Alma Mahler en grandeur nature. La réalisation prend environ 6 mois, il veut que la poupée soit l’exacte réplique d'Alma Mahler. Il vit comme maritalement avec sa poupée, sa servante Reisl s’occupe de la poupée et l’habille. La poupée finit avec la tête tranchée au cours d'une beuverie.

### L'exil
Dès 1919, Alma Mahler vit avec le romancier Franz Werfel. Enceinte de lui (elle a quarante ans), alors qu'elle est toujours mariée avec Gropius, elle divorce en 1920, mais leur enfant, Martin Carl Johannes, naît prématurément et meurt à dix mois. Elle épouse Werfel en juillet 1929.
En 1938, Alma Mahler et Franz Werfel fuient l'Anschluss et se réfugient en France, où ils trouvent asile auprès d'autres intellectuels exilés à Sanary-sur-Mer, dans le Var, (Exil en paradis, artistes et écrivains sur la Riviera (1933-1945), Manfred Flügge). Mais l'invasion et l'occupation de la France par les Allemands en 1940 les contraignent de nouveau à fuir avec l'aide du journaliste américain Varian Fry installé à Marseille. Ils franchissent à pied les Pyrénées pour se rendre en Espagne puis au Portugal d'où ils embarquent pour les États-Unis,.
Ils s'installent à Los Angeles, où Werfel connaît le succès lorsque Le Chant de Bernadette est adapté au cinéma, avec notamment Jennifer Jones. Erich Wolfgang Korngold dédie à Alma son Concerto pour violon en 1945, date de la mort de Werfel. Alma Mahler, désormais surnommée la « veuve des quatre arts », part vivre à New York. Devenue citoyenne américaine en 1946, elle est alors une actrice majeure de la vie culturelle new-yorkaise. Elle est présente lors des répétitions de Leonard Bernstein, grand admirateur de la musique de Gustav Mahler, ainsi qu'il l'a signalé dans son cours de 1973 à la chaire Charles-Eliot-Norton (en) d'Harvard. Benjamin Britten considère qu'elle est un "lien vivant" entre Malher et Alban Berg et lui dédie son morceau Nocturne for Tenor and Small Orchestra. En 1951, Alma Mahler-Werfel s'installa à New York, où elle avait acheté quatre petits appartements en copropriété dans un immeuble de l'Upper East Side (120 East 73rd Street). Elle vivait elle-même au troisième étage et utilisait un appartement comme pièce à vivre et le deuxième comme chambre à coucher.
Elle meurt le 11 décembre 1964, à l'âge de 85 ans.
L'histoire de sa vie a été adaptée au cinéma dans le film de Bruce Beresford, Alma, la fiancée du vent. Elle a également été l'objet d'un best-seller de Françoise Giroud, Alma Mahler, ou l'art d'être aimée. Il est à noter que sa présence dans l'imaginaire public est davantage liée aux rencontres de sa vie amoureuse qu'à ses œuvres — ce dernier ouvrage refuse explicitement, par exemple, de parler de sa musique.

## L'œuvre
Alma Schindler commence des études de composition avec Alexander von Zemlinsky en 1900. Mais elle n'est artistiquement productive que durant sa jeunesse. Elle compose quelques lieder et des pièces instrumentales, tout en commençant à travailler sur un opéra.

### Les cinqliederde 1910
- Die stille Stadt, (Richard Dehmel) ;
- In meines Vaters Garten, (Otto Erich Hartleben) ;
- Laue Sommernacht, (Otto Julius Bierbaum) ;
- Bei dir ist es traut, (Rainer Maria Rilke) ;
- Ich wandle unter Blumen, (Heinrich Heine).

### Les quatreliederde 1915
- Licht in der Nacht, (Otto Julius Bierbaum) ;
- Waldseligkeit, (Richard Dehmel) ;
- Ansturm, (Richard Dehmel) ;
- Erntelied, (Gustav Falke).

### Les cinqliederde 1924
- Hymne, (Novalis) ;
- Ekstase, (Otto Julius Bierbaum) ;
- Der Erkennende, (Franz Werfel) ;
- Lobgesang, (Richard Dehmel) ;
- Hymne an die Nacht, (Novalis).

### Publications posthumes
En 2000, deux nouveaux lieder sont publiés :
- Kennst du meine Nächte, (Leo Greiner) ;
- Leise weht ein erstes Blühn, (Rainer Maria Rilke).

Elle aurait composé une centaine de lieder qui restent encore inédits.
Sa musique connaît un regain d'enregistrements, mais toujours sur la base des quatorze à seize lieders publiés ; elle n'est en revanche que très rarement programmée en concert.